# Tracy-sur-Loire
Tracy-sur-Loire is een gemeente in het Franse departement Nièvre (regio Bourgogne-Franche-Comté). De gemeente telde 993 inwoners op 1 januari 2022. De plaats maakt deel uit van het arrondissement Cosne-Cours-sur-Loire.

## Geografie
De oppervlakte van Tracy-sur-Loire bedroeg op 1 januari 2022 23,07 vierkante kilometer; de bevolkingsdichtheid was toen 43 inwoners per km².

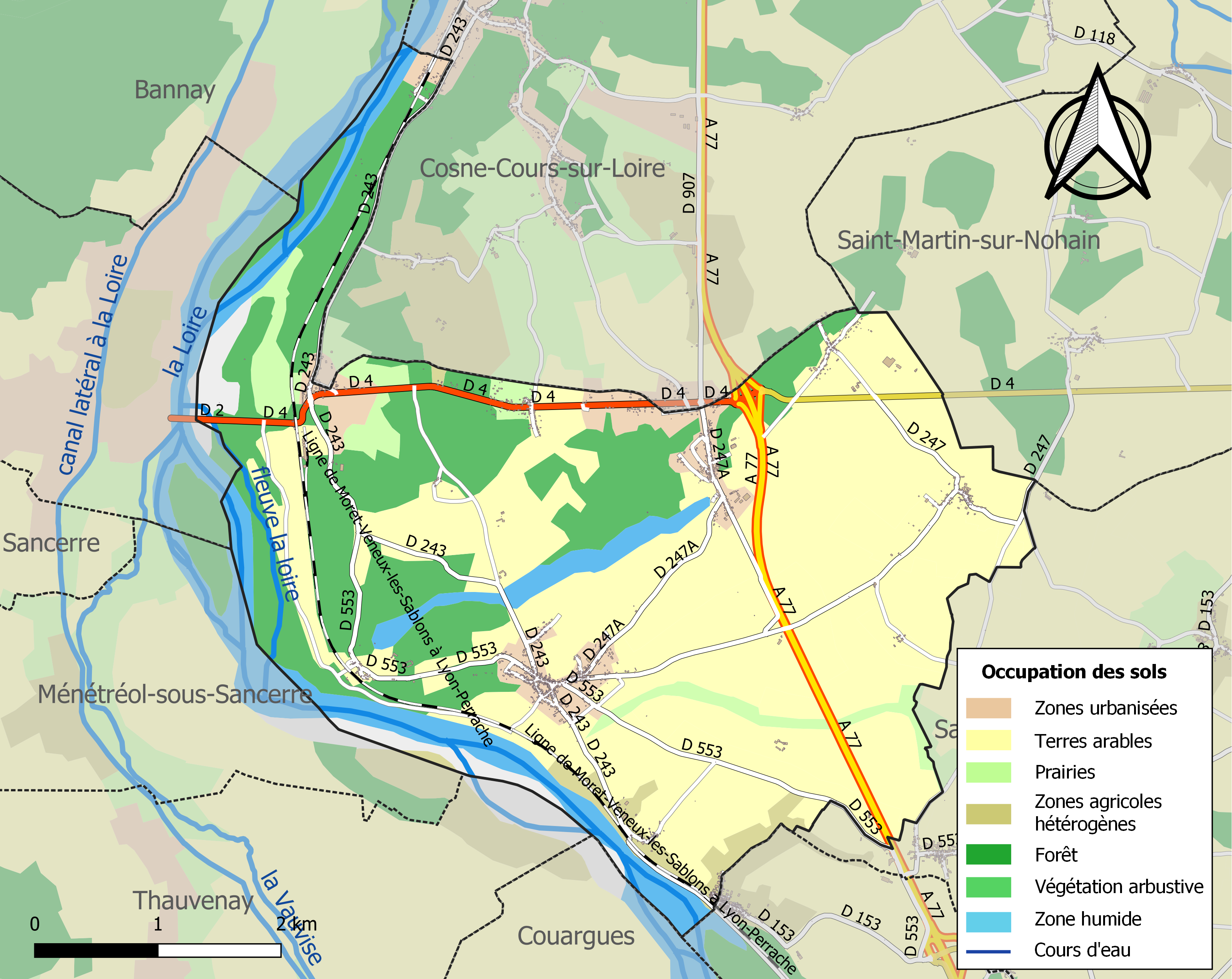
Kaart van de gemeente met de belangrijkste infrastructuur, bodemgebruik en omliggende gemeenten

## Demografie
De gemeente telde in 2009 970 inwoners. Onderstaande figuur toont het verloop van het inwonertal (bron: INSEE-tellingen).